# Велоспорт на літніх Олімпійських іграх 2020 — BMX-гонки (чоловіки)
Змагання з BMX-гонок серед чоловіків на літніх Олімпійських іграх 2020 відбувалися 29 та 30 липня 2021 року в Парку міських видів спорту Аріаке. Змагалися 24 велосипедисти з 17 країн.

## Передісторія
Це була 4-та поява цієї дисципліни на Олімпійських іграх. Її проводять на кожній Олімпіаді починаючи з 2008 року, коли до програми додали BMX-гонки.
Чинний олімпійський чемпіон - Коннор Філдс зі США, а чинний чемпіон світу (2019) - Тван ван Ґендт з Нідерландів.

## Кваліфікація
Національний олімпійський комітет (НОК) може виставити на змагання в BMX-гонці щонайбільше 3 велосипедисти. Всі квоти отримує НОК, який сам вибирає велосипедистів, що беруть участь у змаганнях. Загалом для участі в гонці було виділено 24 квоти. З них 18 розподілено відповідно до світового рейтингу UCI за країнами. 2 країни з найвищим рейтингом отримали по 3 квоти. НОК, що посіли з 3-го по 5-те місця, одержали по 2 квоти. НОК, які посіли з 6-го по 11-те місце, одержали по 1 квоті. Ще три квоти (по 1 на НОК) одержали велосипедисти з найвищим індивідуальним рейтингом у категорії "Еліта" (серед тих НОК, що не кваліфікувались через рейтинг за країнами). Третім етапом мав стати Чемпіонат світу з BMX 2020. Два НОК з найвищим місцем (серед тих, що ще не кваліфікувались) мали одержати по квоті. Оскільки Чемпіонат світу 2020 скасовано через пандемію COVID-19, то ці квоти перерозподілено через рейтинг за країнами. Країні-господарці було гарантовано квоту.

## Формат змагань
Змагання складаються з трьох етапів: чвертьфінали, півфінали та фінал. Порівняно з попередніми Іграми скасовано гонку з роздільним стартом для посіву. На кожному етапі велосипедисти долають 400-метрову трасу з трамплінами та похилими поворотами. Змагання відбуваться так:
- Чвертьфінали: 4 групи по 6 велосипедистів у кожній. Чвертьфінал у кожній групі має 3 заїзди. Очки в заїздах нараховуються так: 1 бал переможцеві, 2 бали за 2-ге місце тощо. Перемагають ті гонщики, що наберуть найменшу кількість балів за сумою трьох заїздів. До півфіналів потрапляють по чотири найкращі гонщики (16 загалом).
- Півфінали: 2 групи по 8 велосипедистів у кожній. Як і на попередньому етапі, півфінал у кожній групі складається з трьох заїздів, а до фіналу потрапляють по 4 велосипедисти, що набрали найменшу кількість балів (загалом 8).
- Фінал: 8 учасників. Проводять лише один заїзд.

## Розклад
Змагання в цій дисципліні відбуваються впродовж двох днів поспіль.
| З | Попередні заїзди | ЧФ | Чвертьфінали | ПФ | Півфінали | Ф | Фінали |

| Дисципліна↓/Дати →   | 24 лип | 25 лип | 26 лип | 27 лип | 28 лип | 29 лип | 30 лип | 30 лип | 31 лип | 1 сер |
| -------------------- | ------ | ------ | ------ | ------ | ------ | ------ | ------ | ------ | ------ | ----- |
| BMX-гонки            |        |        |        |        |        |        |        |        |        |       |
| BMX-гонки (чоловіки) |        |        |        |        |        | ЧФ     | ПФ     | Ф      |        |       |

## Результати

### Чвертьфінали
Джерела:

#### Група 1
| Місце | #   | Ім'я                    | 1-й заїзд  | 2-й заїзд  | 3-й заїзд  | Загалом | Примітки |
| ----- | --- | ----------------------- | ---------- | ---------- | ---------- | ------- | -------- |
| 1     | 3   | Сильвен Андре (FRA)     | 40.436 (1) | 40.131 (1) | 40.294 (1) | 3       | Q        |
| 2     | 5   | Кай Вайт (GBR)          | 41.012 (3) | 40.201 (2) | 40.983 (4) | 9       | Q        |
| 3     | 100 | Ромен Майо (FRA)        | 40.701 (2) | 40.603 (3) | 40.996 (5) | 10      | Q        |
| 4     | 24  | Корбен Шарра (USA)      | 41.408 (4) | 41.222 (5) | 40.537 (2) | 11      | Q        |
| 5     | 993 | Йошітаку Наґасако (JPN) | 41.862 (5) | 40.984 (4) | 40.851 (3) | 12      |          |
| 6     | 950 | Алекс Лімберґ (RSA)     | 46.005 (6) | 50.119 (6) | 44.773 (6) | 18      |          |

#### Група 2
| Місце | #   | Ім'я                 | 1-й заїзд  | 2-й заїзд  | 3-й заїзд  | Загалом | Примітки |
| ----- | --- | -------------------- | ---------- | ---------- | ---------- | ------- | -------- |
| 1     | 313 | Нік Кімманн (NED)    | 40.681 (2) | 40.249 (1) | 39.932 (1) | 4       | Q        |
| 2     | 1   | Тван ван Гендт (NED) | 40.555 (1) | 40.477 (2) | 40.258 (2) | 5       | Q        |
| 3     | 500 | Ренато Резенде (BRA) | 40.980 (3) | 40.983 (4) | 40.705 (3) | 10      | Q        |
| 4     | 143 | Ніколас Торрес (ARG) | 41.243 (4) | 40.527 (3) | 42.525 (6) | 13      | Q        |
| 5     | 76  | Хелвійс Бабріс (LAT) | 41.529 (5) | 41.710 (5) | 42.490 (5) | 15      |          |
| 6     | 66  | Джеймс Палмер (CAN)  | 41.708 (6) | 41.971 (6) | 41.167 (4) | 16      |          |

#### Група 3
| Місце | #   | Ім'я                   | 1-й заїзд  | 2-й заїзд  | 3-й заїзд    | Загалом | Примітки |
| ----- | --- | ---------------------- | ---------- | ---------- | ------------ | ------- | -------- |
| 1     | 33  | Жоріс Доде (FRA)       | 40.570 (1) | 40.207 (1) | 39.911 (1)   | 3       | Q        |
| 2     | 921 | Йоріс Гармсен (NED)    | 40.698 (2) | 40.327 (2) | 40.463 (2)   | 6       | Q        |
| 3     | 40  | Торе Наврестад (NOR)   | 41.122 (3) | 40.768 (3) | 41.395 (3)   | 9       | Q        |
| 4     | 120 | Вінсент Пельюард (COL) | 41.479 (5) | 41.675 (5) | 41.452 (4)   | 14      | Q        |
| 5     | 179 | Сімон Маркар (SUI)     | 41.274 (4) | 41.675 (4) | 1:25.514 (6) | 14      |          |
| 6     | 155 | Євген Клещенко (ROC)   | 42.432 (6) | 41.912 (6) | 42.337 (5)   | 17      |          |

#### Група 4
| Місце | #   | Ім'я                  | 1-й заїзд    | 2-й заїзд  | 3-й заїзд  | Загалом | Примітки |
| ----- | --- | --------------------- | ------------ | ---------- | ---------- | ------- | -------- |
| 1     | 11  | Коннор Філдс (USA)    | 40.887 (2)   | 41.084 (1) | 40.138 (1) | 4       | Q        |
| 2     | 7   | Давід Ґраф (SUI)      | 40.459 (1)   | 41.473 (2) | 40.436 (3) | 6       | Q        |
| 3     | 278 | Карлос Рамірес (COL)  | 42.164 (4)   | 41.620 (3) | 40.801 (4) | 11      | Q        |
| 4     | 593 | Альфредо Кампо (ECU)  | 1:09.531 (6) | 41.941 (4) | 40.329 (2) | 12      | Q        |
| 5     | 117 | Джакомо Фантоні (ITA) | 41.576 (3)   | 42.766 (6) | 40.979 (5) | 14      |          |
| 6     | 44  | Ентоні Дін (AUS)      | 1:00.186 (5) | 42.750 (5) | 42.251 (6) | 16      |          |

### Півфінали
Джерело:

#### Група 1
| Місце | #   | Ім'я                   | 1-й заїзд  | 2-й заїзд  | 3-й заїзд    | Загалом | Примітки |
| ----- | --- | ---------------------- | ---------- | ---------- | ------------ | ------- | -------- |
| 1     | 100 | Ромен Майо (FRA)       | 40.265 (1) | 40.293 (2) | 40.244 (1)   | 4       | Q        |
| 2     | 278 | Карлос Рамірес (COL)   | 41.207 (4) | 41.005 (4) | 41.281 (2)   | 10      | Q        |
| 3     | 3   | Сильвен Андре (FRA)    | 40.695 (2) | 40.490 (3) | 1:09.511 (6) | 11      | Q        |
| 4     | 11  | Коннор Філдс (USA)     | 40.762 (3) | 40.270 (1) | DNF (8)      | 12      | Q        |
| 5     | 143 | Ніколас Торрес (ARG)   | 41.693 (5) | 41.014 (5) | 41.360 (3)   | 13      |          |
| 6     | 120 | Вінсент Пельюард (COL) | 42.002 (6) | 41.422 (6) | 42.250 (5)   | 17      |          |
| 7     | 921 | Йоріс Гармсен (NED)    | 42.978 (7) | 42.265 (7) | 41.801 (4)   | 18      |          |
| 8     | 1   | Тван ван Гендт (NED)   | 58.692 (8) | 42.315 (8) | 1:51.080 (7) | 23      |          |

#### Група 2
| Місце | #   | Ім'я                 | 1-й заїзд  | 2-й заїзд    | 3-й заїзд  | Загалом | Примітки |
| ----- | --- | -------------------- | ---------- | ------------ | ---------- | ------- | -------- |
| 1     | 313 | Нік Кімманн (NED)    | 39.981 (1) | 40.023 (3)   | 39.352 (2) | 6       | Q        |
| 2     | 5   | Кай Вайт (GBR)       | 40.769 (3) | 40.076 (4)   | 39.299 (1) | 8       | Q        |
| 3     | 33  | Жоріс Доде (FRA)     | 41.141 (4) | 39.629 (1)   | 39.924 (3) | 8       | Q        |
| 4     | 593 | Альфредо Кампо (ECU) | 40.442 (2) | 39.738 (2)   | 40.173 (4) | 8       | Q        |
| 5     | 7   | Давід Ґраф (SUI)     | 41.645 (6) | 1:15.178 (7) | 40.462 (5) | 18      |          |
| 6     | 40  | Торе Наврестад (NOR) | 41.648 (7) | 40.302 (5)   | 40.722 (6) | 18      |          |
| 7     | 500 | Ренато Резенде (BRA) | 41.561 (5) | 1:28.740 (8) | 40.992 (7) | 20      |          |
| 8     | 24  | Корбен Шарра (USA)   | 42.208 (8) | 40.994 (6)   | 43.532 (8) | 22      |          |

### Фінал
Джерела:
| Місце | #   | Ім'я                 | Час    |
| ----- | --- | -------------------- | ------ |
| 1     | 313 | Нік Кімманн (NED)    | 39.053 |
| 2     | 5   | Кай Вайт (GBR)       | 39.167 |
| 3     | 278 | Карлос Рамірес (COL) | 40.572 |
| 4     | 3   | Сильвен Андре (FRA)  | 40.676 |
| 5     | 593 | Альфредо Кампо (ECU) | 40.705 |
| 6     | 100 | Ромен Майо (FRA)     | 41.952 |
| 7     | 33  | Жоріс Доде (FRA)     | DNF    |
| 8     | 11  | Коннор Філдс (USA)   | DNS    |